# Miinas stuga
Miinas stuga (finska: Miinan mökki) är en stuga där Elias Lönnrots brorsdotter Miina Lönnrot bodde när hon var gammal. Stugan ligger i Sammatti i det finländska landskapet Nyland. Numera ägs byggnaden av föreningen Sammattiseura. På somrarna ordnar man konstutställningar samt försäljningsutställning med hantverk i stugan. Miinas stuga ligger i korsningen mellan Lönnrotintie och Torpantie, 250 meter från Paikkari torp.
Stugan byggdes i närheten av Paikkari torp av Elias Lönnrots brorsdotter Sofias make Karl August Westerholm år 1863. Då hette den lilla gården Rauhala. Det finns en hydda och två kammare i stugan. Miina Lönnrot bodde i stugan mellan 1884 och 1915 fram till sin död. Stugan var i släkten Lönnrots ägo fram till år 1972 när Elli Lounela donerade den till Sammattiseura.